# No interpolaciones occidentales
El término no interpolaciones occidentales fue acuñado por el teólogo británico Fenton John Anthony Hort para ciertas frases que están ausentes en el tipo textual occidental de los manuscritos del Nuevo Testamento, pero presentes en alguno de los otros dos tipos de texto principales. El tipo textual alejandrino es generalmente conciso o escueto, mientras que el tipo textual occidental es más largo y parafraseado en algunos lugares (utilizando más palabras para transmitir un significado similar); por su parte, el tipo textual bizantino es una combinación de los dos anteriores. Sin embargo, el texto occidental es en ciertos lugares más corto que el texto alejandrino. Hort denominó a todas estas lecturas más cortas «no interpolaciones occidentales». Dado que los eruditos del Nuevo Testamento generalmente han preferido la lectura más corta —lectio brevior— de las variantes textuales desde el siglo XIX, Brooke Foss Westcott y Fenton John Anthony Hort concluyeron que estas lecturas más cortas en los manuscritos occidentales representaban el auténtico texto bíblico original. Cuando imprimieron El Nuevo Testamento en el griego original (1882), en casi todos los casos seguía el texto alejandrino (que los eruditos críticos coinciden en que es el tipo de texto más fiable), con las pocas excepciones que utilizan estas no interpolaciones occidentales. Según Westcott y Hort, en raras ocasiones, los testigos textuales occidentales han preservado el texto original, a diferencia de todos los demás testigos.

## Potenciales no interpolaciones occidentales
Nueve probables no interpolaciones
Westcott y Hort concluyeron que la lectura occidental más corta de estos nueve pasajes (ocho en el Evangelio de Lucas, uno en el Evangelio de Mateo) probablemente estaban en el texto original del Nuevo Testamento:
- Mateo 27:49 – ἄλλος δὲ λαβὼν λόγχην ἔνυξεν αὐτοῦ τὴν πλευράν, καὶ ἐξῆλθεν ὕδωρ καὶ αἷμα (el otro tomó una lanza y le atravesó el costado, e inmediatamente salió agua y sangre), esta lectura se deriva de Juan 19:34 – se encuentra en el א, B, C, L, U, Γ, 1010, 1293, syrpal, ethmss, pero se omite en todos los demás textos, incluidos A, D, E, F, G, H, K, M, S, W, Δ, Θ, Σ, 090, Byz, it, vg, syrcur, copsa, copbo, arm, geo; también se omitió en un testimonio tardío del tipo de texto alejandrino en Minúscula 892
- Lucas 22:19b-20 – τὸ ὑπὲρ ὑμῶν διδόμενον... τὸ ὑπὲρ ὑμῶν ἐκχυννόμενον (que por vosotros es dado... que por vosotros es derramado), omitido por D, a, (b, e tienen un orden de palabras diferente) d, ff2, i, l (syrcur omite sólo el versículo 20)
- Lucas 24:3 – τοῦ κυρίου Ἰησοῦ (del Señor Jesús), omitido por D, a, b, d, e, ff2, l, r1, (579, 1071, 1241, syrcur incluye του Ιησου pero omite κυριου)
- Lucas 24:6 – οὐκ ἔστιν ὧδε, ἀλλ(ὰ) ἠγέρθη (¡No está aquí, sino que ha resucitado!), omitido por D, a, b, d, e, ff2, l, r1, brazomss, geoB
- Lucas 24:12 – versículo completo omitido por D, a, b, d, e, l, r1
- Lucas 24:36 – καὶ λέγει αὐτοῖς εἰρήνη ὑμῖν (y les dijo: Paz a vosotros), omitido por D, a, b, d, e, ff2, l, r1
- Lucas 24:40 – καὶ τοῦτο εἰπὼν ἔδειξεν αὐτοῖς τὰς χεῖρας καὶ τοὺς πόδας (y diciendo esto, les mostró sus manos y sus pies), omitido por D, a, b, d, e, ff2, l, r1, syrsin, syrcur
- Lucas 24:51 – καὶ ἀνεφέρετο εἰς τὸν οὐρανόν (y llevado al cielo), omitido por א*, D, a, b, d, e, ff2, l, (hiat r1), sin (syrcur) geo1
- Lucas 24:52 – προσκυνήσαντες αὐτὸν (le adoraron), omitido por D, a, b, d, e, ff2, l (hiat r1), sin (syrcur), geo2

Doce posibles pero improbables no interpolaciones
Westcott y Hort concluyeron que la lectura occidental más corta de estos doce pasajes posiblemente estuviera en el texto original del Nuevo Testamento, pero es más probable que surgieran más tarde como un acortamiento del texto original (más largo):
- Mateo. 9:34 – οἱ δὲ Φαρισαῖοι ἔλεγον ἐν τᾡ ἂρχωντι τῶν δαιμονίων ἐκβάλλει τὰ δαιμόνια (Pero los fariseos decían: "Él echa fuera los demonios por el gobernante de los demonios"), omitido por D, a, d, k, sin, Hilario (hiat e syrcur)
- Mateo. 21:44 – versículo completo omitido por 𝔓104, D, 33, a, b, d, e, ff1, ff2, r1, syrsin, Ireneo de Lyon (lat), Orígenes
- Marcos 2:22
- Marcos 14:39 – τὸν αὐτὸν λόγον εἰπών (habló las mismas palabras), omitido por D, a, b, c, d, ff2, k, (syrcur)
- Lucas 5:39 – versículo completo omitido por D, a, b, c, d, e, ff2, l, r1 (syrsinsyrcur)
- Lucas 10:41–42 – en lugar μεριμνας και θορυβαζη περι πολλα, ολιγων (ενος) δε εστιν χρεια Μαριαμ γαρ (estás preocupado y turbado por muchas cosas, pero no mucho (una cosa) se necesita) tiene solo θορυβαζη (preocupado) con (D tiene Μαριαμ) (a, b, d, e, ff2, i, l, r1, syrsin, Ambrose omite θορυβαζη)
- Lucas 12:19
- Lucas 12:21 – versículo completo omitido por D, a, b, d
- Lucas 12:39
- Lucas 22:62 – versículo completo omitido por (0171 no parece dejar espacio) a, b, e, ff2, i, l, r1
- Juan 3:32
- Juan 4:9 – ου γαρ συγχρωνται Ιουδαιοι Σαμαριταις (Los judíos no tienen tratos con los samaritanos), omitido por א*, D, a, b, d, e, j, copfay

Seis improbables no interpolaciones
Westcott y Hort concluyeron que, aunque estos seis pasajes son más cortos en el tipo de texto occidental, es muy probable que las versiones más largas estuvieran presentes en el texto original del Nuevo Testamento:
- Mateo 6:15
- Mateo 6:25
- Mateo 13:33
- Mateo 13:33 23:26
- Marcos 10:2 – προσελθοντες Φαρισαιοι (vinieron los fariseos), o προσελθοντες οι Φαρισαιοι (el orden de las palabras varía), omitido por D, a, b, d, k, r1, syrsin (syrcur)
- Lucas 24:9 – απο του μνημειου (de la tumba), omitido por D, a, b, c, d, e, ff2, l, r1, arm, geo

Otras posibles no interpolaciones[cita requerida]
- Matt. 6:15 – τὰ παραπτώματα αὐτῶν (sus transgresiones), omitido por א D 1-118-205-209-1582, 22, 892*, a, aur, c, ff1, g1, syrh
- Mateo. 13:33 – ἐλάλησεν αὐτοῖς omitido por D, d, (k), sin, syrcur
- Rom. 6:16 – εις θανατον (para la muerte) omitido por D, 1739*, d, r, am, pesh, sa, armmss, Ambrosiaster
- Mateo. 23:26 – καὶ τῆς παροψίδος (y plato), encontrado en: B, C, L, W, 33, Byz, cop; pero omitido por D, Q, 1-118-209-1582, 700, a, d, e, ff1, r1, sin, geo, Ireneolat, Clemente (hiat, b, syrcur)
- Rom. 10:21 – και αντιλεγοντα (y contrario), omitido por F, G, g, Ambrosiaster, Hilario
- Rom. 16:20 – η χαρις του κυριου ημων Ιησου (Χριστου) μεθ υμων omitido (La gracia de nuestro Señor Jesús (Cristo) con vosotros), por D*vid, F, G, d, f, g, m, bodl Ambrosiaster Pelagioms
- Rom. 16:25-27 – versículos omitidos por F, G, 629, d**?, g, goth?, Jerónimomss
- 1 Cor. 15:3 – ο και παρελαβον (recibí), omitido por b, Ambrosiaster, Ireneolat, Tertuliano?
- 1 Cor. 15:15 – ειπερ αρα νεκροι ουκ εγειρονται (si en realidad los muertos no resucitan), omitido por D, a, b, r, bam, ful**, harl*, kar, mon, reg, val*, pesh, ¿Ambrosiaster, Ireneo (lat), Tertuliano?
- 2 Cor. 10:12-13 – ου συνιασιν. ημεις δε omitido (No somos sabios. Nosotros, sin embargo), por D*, F, G, a, b, d, f, (429?) Ambrosiaster
- 1 Tim. 5:19 – εκτος ει μη επι δυο η τριων μαρτυρων (excepto de dos o tres testigos), omitido por b, Ambrosiaster, Pelagio, Cipriano

## Influencia en las ediciones del Nuevo Testamento
Las "no interpolaciones occidentales" no se incluyeron en el texto principal de la edición de Westcott-Hort (1881), sino que se trasladaron a las notas a pie de página. Las ediciones de Nestle y Nestle-Aland hicieron lo mismo. En 1968, "el comité editorial (o más precisamente, su mayoría) decidió abandonar las teorías de Westcott-Hort y las no interpolaciones occidentales". Desde 1968, se incluyen en el texto principal, pero se marcan entre corchetes.
Bart Ehrman (1996) afirmó que las observaciones de Westcott y Hort seguían siendo en gran medida válidas, aunque sugirió que un término más adecuado para las supuestas lecturas más largas sería «interpolaciones no occidentales». Argumentó que la mayoría (pero no todas) de las lecturas más largas en los testimonios no occidentales tenían un carácter antidocético. Esta podría ser la razón por la que fueron eliminadas por los cristianos docéticos en los manuscritos occidentales, o más probablemente, la razón por la que fueron añadidas a los textos no occidentales por los cristianos antidocéticos (protoortodoxos) en una etapa muy temprana (antes de finales del siglo II). Mientras que académicos como Aland y Fitzmyer han mantenido que nuevos hallazgos como el 𝔓75 han refutado la hipótesis de Hort, Ehrman concluyó que están en línea con lo que Hort esperaba y no socavan su argumento.